# America's Best Dance Crew
Amerca's Best Dance Crew (ABDC) är en amerikansk reality-serie, producerad av Randy Jackson som sänds på MTV. Första avsnittet hade premiär den 7 februari 2008. Jurymedlemmarna är Lil Mama, JC Chasez och D-Trix (säsong 6-) och programledarna är Mario Lopez och Layla Kayleigh.

## Handling
Tävlingen går ut på att danslag från USA ska dansa olika danser varje vecka. Det lag som får flest tittarröster går vidare till nästa program medan det lag som får minst röster åker ut ur programmet. Efter att laget som har åkt ut ur lämnar programmet åker det lags flagga ner från väggen.